# John Aston junior
John „Johnny“ Aston junior (* 28. Juni 1947 in Manchester) ist ein ehemaliger englischer Fußballspieler. Zumeist als Linksaußen im Sturm eingesetzt, gewann er mit Manchester United 1967 die englische Meisterschaft und ein Jahr später den Europapokal der Landesmeister. Sein gleichnamiger Vater war zuvor ebenfalls Profifußballer und englischer Meister mit „United“ gewesen.

## Sportlicher Werdegang
Johnny Aston Fußballerlaufbahn stand bei Manchester United in zweierlei Hinsicht im Schatten. Zum einen hatte er in die großen Fußstapfen seines Vaters zu treten, der mit demselben Klub 1948 den FA Cup sowie 1952 die englische Meisterschaft gewonnen hatte und dazu noch englischer Nationalspieler gewesen war. Dazu war er Teil einer Mannschaft, die in der Offensive mit spektakulären Spielern wie George Best, Denis Law und Bobby Charlton auflief und seine Spielweise im Vergleich dazu etwas weniger Qualität aufwies.
Sein erstes Spiel absolvierte er 1965 gegen Leicester City und bereits in dem Frühstadium seiner Karriere erreichte er mit dem Gewinn der englischen Meisterschaft 1967 und ein Jahr später dem Erfolg im Europapokal der Landesmeister den sportlichen Höhepunkt. Dabei steuerte er zum Ligatitel fünf Tore in 30 Partien bei und im Europapokalfinale gegen Benfica Lissabon vertrat er den im Krankenhaus liegenden Denis Law. Seine Leistung gegen Benfica galt als das beste Spiel in seiner Karriere, wobei ihm angeblich zugutekam, dass sich sein Gegenspieler Adolfo Calisto auf der rechten Abwehrseite früh verletzt hatte und das Angriffsspiel von Manchester häufig über seine Seite gelaufen war. Astons Stärken lagen dabei in seiner Schnelligkeit.
Als sich Aston im August 1968 gegen den Lokalrivalen Manchester City das Bein brach, wurde ein langsames Ende eingeläutet. Er konnte fortan nur noch selten an die vorherigen Leistungen anknüpfen und für schwache Mannschaftsleistungen schaute sich das heimische Publikum häufig den nur mäßig beliebten Aston als „Sündenbock“ aus. Nach Abschluss der Saison 1972/73 wechselte er schließlich in die zweite Liga zu Luton Town. Dort verbrachte er gut fünf Jahre, bevor er sich im September 1977 dem Ligakonkurrenten Mansfield Town anschloss. In Mansfield musste er erstmals in seiner Karriere einen Abstieg hinnehmen, aber schon im Juli 1978 zog er weiter zu den Blackburn Rovers. Diese spielten zu dem Zeitpunkt zwar noch weiter in der Second Division, aber im Jahr darauf stieg Aston auch mit den „Rovers“ in die Drittklassigkeit ab. In der Third Division absolvierte er dann noch zwei letzte Partien, bevor er seine Fußballschuhe an den Nagel hing.
Nach seinem Rücktritt arbeitete er in einer Tierhandlung in Stalybridge.

## Titel/Auszeichnungen
- Europapokal der Landesmeister (1): 1968
- Englische Meisterschaft (1): 1967
- Charity Shield (2): 1965 (geteilt), 1967 (geteilt)